# Список первых экзопланет
Ниже приведён отсортированный по нескольким критериям список впервые открытых экзопланет:
- По методу обнаружения
- По типу планеты
- По типу планетной системы
- По типу звезды

## Первая экзопланета
| Параметр                         | Планета                       | Звезда       | Год  | Примечание |
| -------------------------------- | ----------------------------- | ------------ | ---- | --- |
| Первая обнаруженная экзопланета. | PSR B1257+12 B PSR B1257+12 C | PSR B1257+12 | 1992 | Первые обнаруженные экзопланеты, первые планеты у пульсара, первые суперземли. - О наличии планеты около звезды Гамма Цефея подозревали еще в 1988 году, но окончательно подтвердили в 2002 г. - Орбитальный компаньон HD 114762 b был обнаружен ещё в 1989 году, но подтверждён лишь в 1996 г. |

## По методу обнаружения
| Параметр                                                                                              | Планета                       | Звезда                              | Год  | Примечание |
| --- | ----------------------------- | ----------------------------------- | ---- | --- |
| Первая планета, открытая по периодическим пульсациям.                                                 | PSR B1257+12 B PSR B1257+12 C | PSR B1257+12                        | 1992 | Первые обнаруженные экзопланеты, первые суперземли. |
| Первая планета, открытая методом радиальных скоростей.                                                | 51 Пегаса b                   | 51 Пегаса                           | 1995 | |
| Первая планета, открытая транзитным методом.                                                          | OGLE-TR-56 b                  | OGLE-TR-56                          | 2002 | Это была вторая планета, обнаруженная транзитным методом, а также наиболее далёкая планета, известная к моменту открытия. Первой транзитной экзопланетой была HD 209458 b, которая к тому времени уже была открыта методом радиальных скоростей. |
| Первая планета, открытая методом гравитационного линзирования.                                        | OGLE-2003-BLG-235L b          | OGLE-2003-BLG-235/MOA-2003-BLG-53   | 2004 | Планета была обнаружена независимо друг от друга группами OGLE и MOA. |
| Первая непосредственно наблюдаемая экзопланета (в инфракрасном диапазоне)                             | 2M1207 b                      | 2M1207                              | 2004 | Возможно это не планета, а субкоричневый карлик. Если же это планета, то она является первой планетой около коричневого карлика. |
| Первая непосредственно наблюдаемая экзопланета, вращающаяся вокруг «обычной» звезды (в инфракрасном). | 1RXS J160929.1-210524 b       | 1RXS J160929.1−210524               | 2008 | |
| Первая непосредственно наблюдаемая экзопланета в видимом свете                                        | Фомальгаут b                  | Фомальгаут                          | 2008 | Первая планета около звезды классов ОВА. |
| Первая планета, открытая по орбитальным возмущениям другой планеты                                    | Kepler-19 c                   | Kepler-19 (KOI-84, TYC 3134-1549-1) | 2011 | Существование планеты было определено по её гравитационному влиянию на Kepler-19 b. |

## По типу системы
| Параметр                                                       | Планета                                      | Звезда       | Год  | Примечание |
| -------------------------------------------------------------- | -------------------------------------------- | ------------ | ---- | --- |
| Первая экзопланета, обнаруженная у одиночной звёздной системы. | PSR B1257+12 B PSR B1257+12 C                | PSR B1257+12 | 1992 | Первая обнаруженная экзопланета - Планета HD 114762 b была обнаружена в 1989 году, но подтверждена в 1996 г. |
| Первая «планета-сирота».                                       | S Ori 70                                     | н/д          | 2004 | Имеет массу 3 MЮпитер, требуется подтверждение. |
| Первая планета, обнаруженная в кратной системе.                | 55 Рака b                                    | 55 Рака      | 1996 | Звезда 55 Рака имеет компаньона — тусклый красный карлик на расстоянии 1100 а. е. - Планета около Гамма Цефея предварительно была обнаружена в 1988 году - Гамма Цефея Ab — первая планета у относительно тесной двойной звезды |
| Первая планета с кратной орбитой.                              | PSR B1620-26 b                               | PSR B1620-26 | 1993 | Вращается вокруг пульсара и белого карлика. |
| Первая многопланетая система.                                  | PSR B1257+12 A PSR B1257+12 B PSR B1257+12 C | PSR B1257+12 | 1992 | Первая пульсарная планетная система. |
| Первая планета в шаровом звёздном скоплении                    | PSR B1620-26 b                               | PSR B1620-26 | 1993 | Расположена в скоплении M4 |

## По типу звезды
| Параметр                                                             | Планета                       | Звезда       | Год  | Примечание                                                                                 |
| -------------------------------------------------------------------- | ----------------------------- | ------------ | ---- | ------------------------------------------------------------------------------------------ |
| Первая пульсарная планетная система.                                 | PSR B1257+12 B PSR B1257+12 C | PSR B1257+12 | 1992 |                                                                                            |
| Первая планета, вращающаяся вокруг звезды главной последовательности | 51 Пегаса b                   | 51 Пегаса    | 1995 | Первый горячий юпитер.                                                                     |
| Первая планета, вращающаяся вокруг звезды класса ОВА                 | Фомальгаут b                  | Фомальгаут   | 2008 | Первая планета, обнаруженная в видимом свете.                                              |
| Первая планета, вращающаяся вокруг красного карлика.                 | Глизе 876 b                   | Глизе 876    | 1998 |                                                                                            |
| Первая планета около звезды-гиганта                                  | Йота Дракона b                | Йота Дракона | 2002 | - Об обнаружении Альдебаран b было объявлено в 1997 году, однако планета не подтвердилась. |
| Первая планета около белого карлика.                                 | PSR B1620-26 b                | PSR B1620-26 | 1993 | - Об обнаружении GD 66 b было объявлено в 2007 году, однако планета не подтвердилась.      |
| Первая планета около коричневого карлика.                            | 2M1207 b                      | 2M1207       | 2004 | Может являться субкоричневым карликом. Первая планета, наблюдавшаяся напрямую.             |
| Первая «планета-сирота»                                              | S Ori 70                      | н/д          | 2004 | Имеет массу 3 MЮпитер, требуется подтверждение.                                            |

## По типу планеты
| Параметр                                                                                | Планета                       | Звезда             | Год  | Примечание |
| --------------------------------------------------------------------------------------- | ----------------------------- | ------------------ | ---- | --- |
| Первый горячий юпитер.                                                                  | 51 Пегаса b                   | 51 Пегаса          | 1995 | Первая планета около звезды главной последовательности. |
| Первая экзопланета земной группы, вращающаяся вокруг звезды главной последовательности. | Мю Жертвенника c              | Мю Жертвенника     | 2004 | Принадлежность планеты к земной группе ещё не подтверждена, поскольку неизвестен радиус и соответственно её плотность. Минимальная масса соответствует массе Урана, который не принадлежит земной группе. Первая планета земной группы с известной плотностью — COROT-7b.                              |
| Первая суперземля                                                                       | PSR B1257+12 B PSR B1257+12 C | PSR B1257+12       | 1992 | Первая обнаруженная планета |
| Первая суперземля около звезды главной последовательности.                              | Глизе 876 d                   | Глизе 876          | 2005 | Вращается вокруг красного карлика. |
| Первая ледяная планета, обращающаяся вокруг звезды главной последовательности.          | OGLE-2005-BLG-390L b          | OGLE-2005-BLG-390L | 2006 | Вращается вокруг красного карлика. Ледяной состав планеты не подтверждён, поскольку не известен радиус и соответственно плотность планеты. Первая планета с плотностью соответствующей плотности ледяной планеты — Глизе 1214 b, хотя возможен и другой состав планеты.                                |
| Первая испаряющаяся планета.                                                            | HD 209458 b                   | HD 209458          | 1999 | Первая транзитная планета. |
| Первый кандидат на планету-океан; также первая планета в обитаемой зоне.                | Глизе 581 d                   | Глизе 581          | 2007 | Вращается вокруг красного карлика. Эта планета находится слишком далеко от звезды, но наличие парникового эффекта может сделать планету пригодной для жизни. Планета Глизе 1214 b была обнаружена транзитным методом, и расчётная плотность показывает, что она также может являться планетой-океаном. |
| Первая планета-сирота.                                                                  | S Ori 70                      | н/д                | 2004 | Имеет массу 3 MЮпитер, требуется подтверждение. |

## Другие
| Параметр                                       | Планета                                 | Звезда     | Год  | Примечание |
| ---------------------------------------------- | --------------------------------------- | ---------- | ---- | --- |
| Первая транзитная планета.                     | HD 209458 b                             | HD 209458  | 1999 | OGLE-TR-56 b — первая планета, найденная транзитным методом. |
| Первое изображение многопланетной системы.     | HR 8799 b HR 8799 c HR 8799 d HR 8799 e | HR 8799    | 2008 | |
| Первая планета с ретроградной орбитой.         | WASP-17b                                | WASP-17    | 2009 | Планета HAT-P-7b была обнаружена до WASP-17b, но её ретроградное движение было объявлено после WASP-17b.                                                                       |
| Первая планета, способная поддерживать жизнь.  | Gliese 581 g                            | Gliese 581 | 2010 | Планета может быть захвачена приливными силами звезды, однако при этом могут существовать благоприятные условия на терминаторе планеты. Другая возможная планета — Kepler-22b. |
| Первая планета, содержащая воду в стратосфере. | WASP-121b                               | WASP-121   | 2017 | |